# Кек-Таш (печера)
Кек-Таш, Екологічна печера (рос. Кёк-Таш, Экологическая) — печера на Семінському хребті, на Семінському хребті, на Алтаї, Республіка Алтай, Росія. Печера комплексного (горизонтально-вертикального) типу простягання. Загальна протяжність — 2300 м. Глибина печери — 350 м, амплітуда висот — 350 м. Категорія складності проходження ходів печери — 3Б. Печера належить до Західноалтайської області Алтайської провінції Алтай-Саянської спелеологічної країни. Кадастровий номер 5143/8539-2.